# 賀禰雄津麻呂
賀禰 雄津麻呂（かね の おつまろ、生没年不詳）は、奈良時代後期の人物。名は小津麻呂とも記される。姓は公。官位は外従五位下・筑後介。

## 出自
出自は不明で、雄津麻呂の名前のみ知られている。「賀禰」は『和名類聚抄』にある越後国魚沼郡賀禰郷によるという説もあるが、「賀弥」（かみ）の誤記ではないかとする説が有力である。

## 経歴
光仁朝の宝亀2年（771年）5月、正六位上から外従五位下に昇叙。9月、京官の大学員外助に任じられ、同10年、日置若虫の後任の筑後介に任じられている。

## 官歴
『続日本紀』による。
- 時期不詳：正六位上
- 宝亀2年（771年）5月13日：外従五位下。9月16日：大学員外助
- 宝亀10年（779年）2月23日：筑後介